# Lazil (ort)
Lazil är en ort i Haiti.   Den ligger i departementet Nippes, i den sydvästra delen av landet, 110 km väster om huvudstaden Port-au-Prince. Lazil ligger 135 meter över havet och antalet invånare är 778.
Terrängen runt Lazil är varierad. Runt Lazil är det ganska tätbefolkat, med 192 invånare per kvadratkilometer. Närmaste större samhälle är Arnaud, 8,2 km norr om Lazil. Omgivningarna runt Lazil är en mosaik av jordbruksmark och naturlig växtlighet.